# ガニメデの優しい巨人
『ガニメデの優しい巨人』（ガニメデのやさしいきょじん、原題：The Gentle Giants of Ganymede）は、ジェイムズ・P・ホーガンによるSF小説。『星を継ぐもの』の続編である。

## あらすじ
プロローグ
（前作『星を継ぐもの』にて）5万年前の太陽系の様相が、現在とは大きく異なっていた事が明らかになった。
現在の小惑星帯には惑星ミネルバが存在し、月はもともとミネルバを巡っていたこと。地球の動物がミネルバに運ばれ、その中の類人猿がミネルバで進化して人類の直系の祖先であるルナリアンとなったこと。やがて彼らはセリオスとランビアの2大勢力に分かれて相争い、5万年前に起こった激しい戦闘の様子がチャーリーの日記に記されていたこと。即ち、彼が最後の戦闘の最中に月面から見上げていたのは地球ではなくミネルバであったこと。
戦闘の末に、かつてのルナリアンの技術文明諸共ミネルバが破壊され、小惑星へと砕かるとともに最大の塊が太陽系外縁に投げ出されて冥王星になったこと。その余波で大量の土砂が現在の月面の裏側に降り注ぎ、文明の痕跡をかき消し、また月の表裏の様相の違いを生じさせたこと、その中で辛うじて生き残った少数のルナリアンが月と共に地球にやってきて大地に降り立ち現生人類になったこと。
そして、彼らよりも遥かな昔に、ミネルバには地球とは全く異なる生態系があり、その頂点にガニメアンと呼ばれる、身長8フィート（約2.4ｍ）になんなんとする巨人というべき大柄な知的生命体が居た事も判明した。地球の動物をミネルバに運んだのは彼らガニメアンであり、そして何らかの理由で遥か昔にミネルバを去り何処かへ移住したと思われ、その移住船の1隻がガニメデに墜落し、今、ハントら人類の前に残骸を晒している。
序盤
だが、未解決の謎が残っていた。何故、地球の動物がミネルバに運ばれたのか、何故、月で発見されてルナリアンと呼ばれる様になった人類の祖先はミネルバを破壊するに至ったのか、月がミネルバから地球に移動するまでには相当の時間を要した筈で、月面の生き残りはどうやって生き長らえたのか、そして、ミネルバを喪ない太陽へと落下する月が地球に遭遇してその重力場に捕えられ、地球を巡る軌道に落ち着く確率は限りなくゼロに近い筈だ。
ガニメデでこれらの謎解きに取り組む物理学者のヴィクター・ハントや、生物学者のクリスチャン・ダンチェッカーらは未曽有の事態に遭遇する。太陽系外から突如飛来した正体不明の宇宙船がガニメデに接近し、コンタクトを求めてきた。シャピアロン号を名乗るその船の乗組員は、遥か昔に太陽系から姿を消したはずのガニメアンであった。
彼らは2500万年前に、ミネルバを覆いつつあった気候変動を回避する手段を求め、その実証実験を行うべく近傍の恒星イスカリスに赴いたが、実験は失敗。その帰路に推進機関のトラブルで時空の狭間に迷い込み、今、2500万年の時間を越えて、漸く故郷に帰って来たのだという。
中盤
思わぬ邂逅を果たしたガニメアンと人類は交流を深め、後にはガニメアンの地球訪問も果たした。この間も双方の知識を持ち寄って、シャピアロン号がミネルバを離れた後に太陽系に起きた出来事を少しずつ明らかにしていくが、その中でミネルバに残ったガニメアン同胞が気候変動を回避する別の手段を求めて、地球の動物をミネルバに連れてきた事が明らかになった。これに伴い発覚した「とある事実」がシャピアロン号のガニメアンらに重く圧し掛かる。
同胞が地球原産の動物を連れてきたのは遺伝子改造を施し、ミネルバに迫り来る気候変動への耐性を抽出する「冷酷な実験の材料」とするためで、その成果を彼らガニメアン自身に移殖することを目的としていた。だがその目論見は外れ、一方で遺伝子改造の副作用として「地球原産の動物に悪影響」を及ぼしてガニメアンの倫理基準から外れた深い業を背負わせてしまった事にも気づいた。
そのうちの一種である類人猿から進化し、ルナリアンと呼ばれる様になった人類も例外ではなく、以後の彼ら、そしてミネルバに過酷な運命を強いていたことが判明した。
終盤
シャピアロン号のガニメアンは、同胞が当時の類人猿をはじめとする地球原産の動物に対して行った仕打ち、そして彼らを置き去りにして太陽系を去り、ミネルバに残された地球原産の動物・類人猿が背負わされた運命に押し潰されて滅びるに任せた所業を悔いていた。
彼らガニメアンは、過酷な運命に抗えず結局ミネルバを破壊に至らしめたルナリアンが滅亡に瀕しつつも、その僅かな生き残りが尚もその宿命を克服して地球に帰還し、一度原始に還りながらも不遇の時代を乗り越えて再び宇宙に飛び出すまでに進化し、今、目の前に立つ地球人類こそが「太陽系を受け継ぐ資格を持つもの」と考える。そして、自身は太陽系から身を引くべく薄弱な根拠を手がかりに同胞の移住先である巨人の星が存在する可能性にかけて、シャピアロン号に乗って地球・太陽系を離れ、巨人の星を目指し飛び去っていった。
地球から凡そ20光年彼方にあると思われる巨人の星へ向けて、シャピアロン号の太陽系への帰還、地球来訪、そして移住先への出発の情報を込めたメッセージが電波に載せて放たれたが、その直後に、太陽系外縁部を発信源とする通信が届く。それはガニメアンの通信コードで変調され、シャピアロン号の目的地が正しいこと、そこでは同胞が、遥か昔にイスカリスに旅立った調査団の帰還を待っていること、そしてまさしく想定されていたとおりの巨人の星の座標が伝えられていた。このことをシャピアロン号に知らせようとしたが、同船はすでに通信不能の超空間に入っていた。ガニメアンの選択が決して間違っていなかったと知ったハントらは、シャピアロン号の航海が成就することを祈念するのみであった。
（以下『巨人たちの星』に続く）

## 日本語訳書
巨人たちの星シリーズ、東京創元社〈創元SF文庫〉、池央耿訳、カバー絵：加藤直之
- ガニメデの優しい巨人 1981年7月31日、改版2023年8月。ISBN 448866332X

## 漫画
星野之宣が『星を継ぐもの』のタイトルで『ガニメデの優しい巨人』『巨人たちの星』までを含めて漫画化している。

## 注
1. 1 2  星野之宣によるコミック版では2500万年ではなく100万年としている